# Thierry Jean-Pierre
Thierry Jean-Pierre (ur. 27 lipca 1955 w Mende, zm. 26 lipca 2005 w Le Mans) – francuski prawnik i polityk, eurodeputowany IV i V kadencji.

## Życiorys
W 1986 został absolwentem krajowej szkoły sądownictwa i prokuratury (École nationale de la magistrature). Pracował jako inspektor skarbowy, następnie orzekał jako sędzia okręgowy w Le Mans. W 1991 prowadził postępowanie w sprawie tzw. afery Urba, związanej z polityczną korupcją, w którą zamieszani byli działacze Partii Socjalistycznej. Thierry Jean-Pierre został odsunięty od tej sprawy, po czym w 1993 odszedł z sądownictwa.
W wyborach w 1994 uzyskał mandat posła do Parlamentu Europejskiego IV kadencji z ramienia komitetu wyborczego zorganizowanego przez Philippe'a de Villiers i skupiającego w dużej mierze część działaczy UDF. Początkowo był deputowanym niezrzeszonym, następnie wstąpił do frakcji chadeckiej. Do 1997 pełnił funkcję wiceprzewodniczącego Komisji ds. Kontroli Budżetu.
Od 1997 do 2002 zajmował stanowisko skarbnika Demokracji Liberalnej. W wyborach w 1999 z powodzeniem ubiegał się o reelekcję z ramienia koalicji liberałów i gaullistów. W PE zasiadał do 2004. Dwa lata wcześniej działał w komitecie wyborczym Alaina Madelina, po czym zajął się praktyką adwokacką, którą prowadził do swojej śmierci w 2005.